# 빈치류
빈치류(貧齒類)는 포유류의 빈치상목(Xenarthra) 동물의 총칭이다. 빈치류는 이가 없거나 불완전한 이를 가진다. 앞니·송곳니가 없으며, 어금니가 있지만 뿌리가 없고 에나멜질로 싸여 있지 않다. 앞뒷다리에는 날카롭고도 튼튼한 발톱이 있으며, 갈비뼈와 허리뼈는 보통의 관절 돌기 외에 특수한 돌기를 가지고 있다. 개미핥기, 나무늘보, 아르마딜로을 비롯하여 32종이 알려져 있다.

## 하위 분류
- 피갑목
- 유모목